# Уорт, Чарльз Фредерик
Чарльз Фредерик Уорт (англ. Charles Frederick Worth; 13 октября 1825[…], Линкольншир — 10 марта 1895[…], VIII округ Парижа) — французский модельер английского происхождения, основатель дома моды House of Worth, один из первых представителей высокой моды.

## Биография
Уорт родился в 1825 году в Боурне в Линкольншире (Англия) в семье стряпчего. Проработав в нескольких магазинах тканей в Лондоне, в 1846 году он переехал в Париж. Там он работал у торговцев тканями Гажелена и Опигеза. Во время работы в их магазине он женился на одной из моделей фирмы, Мари Верне. Мари примеряла шали и шляпки для потенциальных клиентов. Уорт создал несколько простых платьев для жены, о которых начали спрашивать клиенты.
Став младшим партнёром в фирме, Уорт предложил своим партнёрам заняться пошивом одежды, но они не решались рисковать своей репутацией в таком непочётном бизнесе. В 1858 году Уорт познакомился с состоятельным шведом, Отто Бобергом, который был готов профинансировать предприятие. Вместе они открыли швейную мастерскую Уорта и Боберга. Уорт вскоре попал под патронаж французской императрицы Евгении, после чего у него стали одеваться дамы полусвета Кэтрин Уолтерс и Кора Перл, австрийская принцесса Паулина фон Меттерних, любовница императора Вирджиния Ольдоини, актриса Сара Бернар и певица Нелли Мельба. Многие из его клиентов приезжали в Париж из других стран, в том числе из США.
Значительная часть работы Уорта была связана с переопределением женской модной формы, что включало избавление от излишних рюш и оборок и использование дорогих тканей для создания простых форм. Он считается первым дизайнером, который начал ставить метки на создаваемой им одежде. Вместо того, чтобы позволить клиенту диктовать дизайн, как было принято раньше, он четыре раза в год показывал модельные платья на показах мод. Его покровительницы выбирали модель, которая после этого шилась в выбранных тканях и с учётом их фигуры.
Уорт первым стал использовать для показа новых моделей не деревянные бюсты, а модные показы, на которых молодые дамы демонстрировали созданные им наряды. Своих манекенщиц Уорт называл sosies (фр. двойники).
Уорт и Боберг закрылись во время Франко-прусской войны и вновь открылись в 1871 году как House of Worth — уже без Боберга. Уорт ввёл в бизнес своих сыновей Гастона (основателя Chambre Syndicale de la Haute Couture) и Жана-Филиппа, которые продолжили дело после его смерти в 1895 году.

## Галерея
- Платье от Уорта для австрийской императрицы Елизаветы Баварской
- Платье от Уорта
- Платье от Уорта